# Lestodiplosis tarsonemi
Lestodiplosis tarsonemi är en tvåvingeart som beskrevs av Rubsaamen 1895. Lestodiplosis tarsonemi ingår i släktet Lestodiplosis och familjen gallmyggor. Inga underarter finns listade i Catalogue of Life.